# Реген (район)
Реген (нім. Regen) — район у Німеччині, у складі округу Нижня Баварія федеральної землі Баварія. Адміністративний центр — місто Реген.

## Населення
Населення району становить 77 313 осіб (станом на 31 грудня 2020).

## Адміністративний поділ
Район складається з 3 міст (нім. Städte), 3 торговельних громад (нім. Märkte) та 18 громад (нім. Gemeinden):
| Міста 1. Реген (10888) 2. Фіхтах (8446) 3. Цвізель (9179) Об'єднання громад 1. Руманнсфельден (громади Акслах, Готтесцель, Руманнсфельден та Цахенберг) Торговельні громади 1. Боденмайс (3559) 2. Руманнсфельден (2040) 3. Тайснах (2953) | Громади 1. Акслах (959) 2. Арнбрук (1985) 3. Баєріш-Айзенштайн (998) 4. Бебрах (1614) 5. Бішофсмайс (3195) 6. Гаєрсталь (2230) 7. Готтесцель (1205) 8. Драксельсрід (2434) 9. Кірхберг-і.Вальд (4371) 10. Кірхдорф-і.Вальд (2094) 11. Кольнбург (2767) 12. Лангдорф (1792) 13. Ліндберг (2281) 14. Патерсдорф (1745) 15. Праккенбах (2776) 16. Рінхнах (3043) 17. Фрауенау (2693) 18. Цахенберг (2066) |

Дані про населення наведені станом на 31 грудня 2020.